# 스탠퍼드 대학교의 센터 및 기관
스탠퍼드 대학교에는 다양한 특정 주제를 연구하는 데 전념하는 많은 센터와 연구소가 있다. 이러한 센터와 연구소는 한 학과 내에 있을 수도 있고, 학교 내에서 학과 전체에 걸쳐 있을 수도 있고, 연구처장에게 직접 보고하고 학교 외부에 보고하는 독립적인 실험실, 연구소 또는 센터일 수도 있고, 대학 자체와는 반독립적일 수도 있다.

## 스탠퍼드 인공지능 연구소
스탠퍼드 인공 지능 연구소(Stanford AI Lab, SAIL)는 스탠퍼드 대학의 인공지능(AI)을 연구하는 연구소이다. 현재 소장은 크리스토퍼 D. 매닝 교수이다.

## 같이 보기
- 후버 연구소
- 스탠퍼드 선형 가속기 센터
- SRI 인터내셔널